# ميغيل بايزا
ميغيل بايزا (بالإسبانية: Miguel Baeza)‏ هو لاعب كرة قدم إسباني، ولد في 27 مارس 2000 في قرطبة في إسبانيا.

## وصلات خارجية
- ميغيل بايزا على موقع الاتحاد الأوربي (الإنجليزية)
- ميغيل بايزا على موقع قاعدة بيانات كرة القدم.إي يو (الإنجليزية)
- ميغيل بايزا على موقع Soccerway.com (الإنجليزية)
- ميغيل بايزا على موقع عالم كرة القدم.نت (الإنجليزية)